# Pieter Baas
Pieter Baas (Wieringermeer, 28 de abril de 1944-29 de abril de 2024) fue un botánico, y profesor neerlandés.

## Formación
En 1962, luego de salir de la escuela media y preparatoria, estudió biología en la Universidad de Leiden. Allí se especializó en anatomía de la madera y en sistemática y ecología. En 1969 aceptó ser profesor y curador, auxiliando al titular Cornelis van Steenis (1901-1986), en el Rijksherbarium. El 18 de junio de 1975 realizó la defensa de su Doctorado resultando en cum laude, con la tesis: Anatomía comparada de Ilex, Nemopanthus, Sphenostemon, Phelline, y Oncotheca.

## Profesorado
En 1988 fue nombrado profesor en la Universidad de Leiden. De 1988 a 1991 fue profesor de anatomía vegetal sistemática. Y en 1991 fue nombrado profesor y director del Herbario Nacional con Kees Kalkman, el sucesor de Cornelis van Steenis. Como profesor imparte clases de botánica sistemática a partir de 1991. Bajo su dirección se produjo en 1999 la unión Herbario Nacional de los Países Bajos como empresa conjunta de los herbarios de las universidades de Leiden (Rijksherbarium), Utrecht (Museo Botánico y Herbario) en Wageningen (Herbario Vadense). Fue director científico de ese Herbario Nacional de los Países Bajos. En 2005 se retiró como profesor y director, siendo relevado por el belga Erik Smets.

## Honores
- 2003: Medalla linneana de la Sociedad Linneana de Londres
- 2005: nombrado Caballero de la Orden del León Holandés
- Desde mayo de 2005: presidente de la Colección Nacional de Plantas, sucediendo al Prof. Karl Verhoeff que estuvo en esa posición más de 18 años

Miembro de
- Real Academia Neerlandesa de Ciencias (KNAW)
- Sociedad Linneana de Londres
- correspondiente de la Botanical Society of America
- Organization for Flora Neotropica (OFN): organización cuyo objetivo es hacer resúmenes publicados de la flora del Neotrópico

## Privado
En su tiempo libre, Baas es coristo, incluyendo al Residencial Bach Choir y líder del Coro de Cámara. De este último tomó parte en marzo de 2011, después de una membresía de más de 33 años.
- La abreviatura «Baas» se emplea para indicar a Pieter Baas como autoridad en la descripción y clasificación científica de los vegetales.[2]